# Leyton Orient Football Club
El Leyton Orient Football Club, és un club de futbol professional anglès del barri de Leyton, Londres. Son el segon equip més antic de Londres que juga a nivell professional, va ser fundat el 1881 i juga a la Football League One. Els seus seguidors són coneguts pel seu sobrenom "les O". Els colors del club són tots vermells.